# Перша леді Південної Кореї
Перша леді Республіки Корея ((кор.: хангиль: 대한민국 대통령 영부인, ханча: 大韓民國 大統領 令夫人), також відома як перша леді Південної Кореї — це дружина президента Республіки Корея — це назва, яку має господиня резиденції президента Південної Кореї, зазвичай дружини президента Південної Кореї.

## Історія
Під час правління президента Пак Чон Хі його донька Пак Кин Хє виконувала обов'язки першої леді після смерті її матері Юк Ен Су . Перша і на сьогоднішній день єдина жінка-президент Пак Кин Хє ніколи не була одружена, тому досі не було першого джентльмена Кореї.
З травня 2022 року першою леді Південної Кореї є Кім Кеон Хі, дружина президента Юн Сок Йоля. На посаді він перебуває з 10 травня 2022 року.

## Список перших леді Південної Кореї
| Перша леді           | Перша леді | Ім'я                                                                        | Період                           | Вік на початку термін перебування в посади | Президент (Чоловік, якщо не вказано інше) | Дата реєстрації шлюбу | Роки життя                                    |
| -------------------- | ---------- | --------------------------------------------------------------------------- | -------------------------------- | ------------------------------------------ | ----------------------------------------- | --------------------- | --------------------------------------------- |
| 1                    |            | Франциска Доннер Franziska Donner프란체스카 도너 Країна народження: Австрія | 15 серпня 1948 - 26 квітня 1960  | 48 років, 61 день                          | Лі Синман 이승만                          | 8 жовтня 1934         | 15 червня 1900 – 19 березня 1992 (91 рік)     |
| 2                    |            | Гон Док Кві 공덕귀                                                          | 13 серпня 1960 - 23 березня 1962 | 49 років, 114 днів                         | Юн Бо Сон 윤보선                          | 6 січня 1949          | 21 квітня 1911 – 24 листопада 1997 (86 років) |
| 3                    |            | Юк Йон Су 육영수                                                            | 17 грудня 1963 - 15 серпня 1974  | 38 років, 18 днів                          | Пак Чон Хі 박정희                         | 12 грудня 1950        | 29 листопада 1925 – 15 серпня 1974 (48 років) |
| 4                    |            | Пак Кин Хє 박근혜                                                           | 16 серпня 1974 - 26 жовтня 1979  | 23 роки, 195 днів                          | Пак Чон Хі 박정희(донька)                 | -                     | 2 лютого 1952                                 |
| 5                    |            | Хон Гі 홍기                                                                 | 6 грудня 1979 - 15 серпня 1980   | 63 роки, 278 днів                          | Чхве Гю Ха 최규하                         | 1935                  | 3 березня 1916 – 20 липня 2004 (88 років)     |
| 6                    |            | Лі Сунджа 이순자                                                            | 1 вересня 1980 - 24 лютого 1988  | 41 рік, 161 день                           | Чон Ду Хван 전두환                        | 1958                  | 24 березня 1939                               |
| 7                    |            | Кім Ок Сук 김옥숙                                                           | 25 лютого 1988 - 24 лютого 1993  | 52 роки, 198 днів                          | Ро Де У 노태우                            | 1959                  | 11 серпня 1935                                |
| 8                    |            | Сон Мьон Сун 손명순                                                         | 25 лютого 1993 - 24 лютого 1998  | 64 роки, 40 днів                           | Кім Йон Сам 김영삼                        | 1951                  | 16 січня 1929 – 7 березня 2024 (95 років)     |
| 9                    |            | Лі Хі Хо 이희호                                                             | 25 лютого 1998 - 24 лютого 2003  | 75 років, 157 днів                         | Кім Де Чжун 김대중                        | 1962                  | 21 вересня 1922 – 10 червня 2019 (96 років)   |
| 10                   |            | Квон Ян Сук 권양숙                                                          | 25 лютого 2003 - 24 лютого 2008  | 55 років, 23 дні                           | Но Му Хьон 노무현                         | 1973                  | 2 лютого 1948                                 |
| 11                   |            | Ким Юн Ок 김윤옥                                                            | 25 лютого 2008 - 24 лютого 2013  | 60 років, 336 днів                         | Лі Мьон Бак 이명박                        | 19 грудня 1970        | 26 березня 1947                               |
| Правління Пак Кин Хє |            |                                                                             |                                  |                                            |                                           |                       |                                               |
| 12                   |            | Ким Чжон Сук 김정숙                                                         | 10 травня 2017 - 9 травня 2022   | 61 рік, 176 днів                           | Мун Чже Ін 문재인                         | 1981                  | 15 листопада 1954                             |
| 13                   |            | Кім Кеон Хі 김건희                                                          | 10 травня 2022 -                 | 49 років, 250 днів                         | Юн Сок Йоль 윤석열                        | 2012                  | 2 вересня 1972                                |